# Alsophila rupestris
Alsophila rupestris là một loài thực vật có mạch trong họ Cyatheaceae. Loài này được (Maxon) Gastony & R.M. Tryon mô tả khoa học đầu tiên năm 1976.